# 圣犹斯督广场
圣犹斯督广场或圣胡斯托广场（西班牙语：Plaza de San Justo）是西班牙卡斯蒂利亚-拉曼查自治区托莱多的一个广场，位于上城部分，在托莱多城堡与托莱多主教座堂的中间。广场得名于圣犹斯督圣巴斯督堂（Iglesia de los Santos Justo y Pastor）。这个同名的教堂和广场，拥有“餐具的基督”的传说。这里有一个标志，标出哪里是传说中事件的发生地点。
此外，这个小广场还拥有其他有趣的建筑，如阿穆斯科宫（Palacio de Amusco）和原索利斯疗养院（Solís Sanatorium）。